# 韋梅河
韋梅河（法語：Ouémé）是西非國家貝寧和尼日利亞的河流，河道全長約480公里，流域面積46,990平方公里，發源自多哥山脈，最終在柯多努附近注入大西洋的畿內亞灣。